# Ultraleichtfluggelände Meckenheim

i7
i11
i13
Das Ultraleichtfluggelände Meckenheim liegt in der Gemeinde Meckenheim im Landkreis Bad Dürkheim in Rheinland-Pfalz. Der Platzhalter und Betreiber ist der Motorschirm-Freunde Pfalz e. V.

## Lage
Das Ultraleichtfluggelände liegt etwa 3,5 km südwestlich von Meckenheim.

## Flugbetrieb
Das Ultraleichtfluggelände besitzt eine Betriebsgenehmigung für Motorschirme und Motorschirmtrikes bis maximal 120 kg Leermasse. Es ist mit einer kreisförmigen Start- und Landefläche mit einem Durchmesser von 60 m ausgestattet. Das Ultraleichtfluggelände ist als Flugbetriebsfläche für die Durchführung von Flügen (Starts und Landungen) von Vereinsmitgliedern des Platzhalters sowie im Einzelfall auch anderer Dritter zugelassen. Die Benutzung des Ultraleichtfluggeländes erfordert die vorherige Zustimmung des Platzhalters (PPR).

## Geschichte
Der Motorschirm-Freunde Pfalz e. V. wurde 2004 gegründet. Das Ultraleichtfluggelände Meckenheim wurde am 2. August 2018 genehmigt.